# I vichinghi (film 1928)
I vichinghi (The Viking) è un film muto del 1928 diretto da R. William Neill (Roy William Neill).

## Trama
Attorno all'anno 1000, di ritorno da una scorreria in Gran Bretagna, i Vichinghi conducono in Norvegia Alwin, conte di Northumbria, che viene venduto come schiavo a Helga Nilsson, che a sua volta lo cede al famoso Leif Erikson, del quale egli diviene collaboratore.
Leif ha in programma una delle sue ardimentose esplorazioni. Con Helga e Leif raggiunge la Groenlandia, con l'intenzione di fare ivi approvvigionamenti presso la corte pagana del padre, Erik il Rosso, ferocemente anticristiano, col quale - prima di continuare la navigazione alla ricerca di nuove terre – ha un pericoloso alterco dopo aver esibito la propria catenina col crocifisso donatagli niente di meno che da re Olaf.
Durante la navigazione verso ovest appare chiaro che Alwin e Helga, nonostante le diverse culture, sono innamorati. Lo stesso Leif vorrebbe unirsi in matrimonio alla ragazza, ma fa un passo indietro constatando la solidità del legame che unisce i due innamorati. Inoltre Leif deve fronteggiare un tentativo di ammutinamento, al termine del quale Alwin rimane ferito. Nello stesso tempo viene avvistata una terra a tutti loro sconosciuta, alla quale in seguito si sarà dato il nome di America, e sulla quale sbarcano.
Leif ha contatti coi nativi del luogo, coi quali instaura un rapporto di amicizia. Alwin si riprende, ed insieme a Helga e ad altri coloni si trattiene nel luogo, mentre Leif – dopo aver fatto costruire una torre a perenne ricordo dell'avvenimento – fa ritorno nella vecchia Europa.

## Produzione
Il film fu prodotto dalla Metro-Goldwyn-Mayer (MGM) e dalla Technicolor Motion Picture Corporation con un budget di 325.000 dollari. Fu il primo film girato interamente in Technicolor Process 3, con parlato ed effetti sonori sincronizzati.

## Distribuzione
Distribuito dalla Metro-Goldwyn-Mayer (MGM), il film uscì nelle sale cinematografiche USA il 2 novembre 1928.

### Date di uscita
IMDb
- USA	2 novembre 1928
- Austria	1930
- Portogallo	7 luglio 1930

Alias
- Die Teufel der Nordsee	Austria / Germania
- O Viking	Portogallo